# Ko Phai
Ko Phai, thailändska เกาะไผ่, är den största ön i den obebodda arkipelagen Mu Ko Phai, หมู่เกาะไผ่. Den ligger i Chon Buri-provinsen i Thailand, 14 km väster om Ko Lan och 21 km från Pattaya. Den är också känd som "Koh Pai" och omnämns med smeknamnet "Bamboo Island", “Bambuön”, vilket är Ko Phais betydelse på thailändska.

## Geografi
Ko Phai är nästan fyra kilometer lång med en bredd av ungefär en och en halv kilometer. Ön är stenig, men skogbeväxt. En stor del av strandlinjen består av klippor. Kustlinjen är hög, men det högst punkten på ön är ändå bara 150 meter över havet, utan någon dominerande topp. Vid öns högsta punkt finns en fyr som är i drift.
Ön ligger vid sydöstra änden änden av Bangkokbukten, i Thailandviken. Administrativt tillhör Ko Lan  Bang Lamung-distriktet i Chon Buri-provinsen.
Närmaste granne till ö-gruppen med Ko Phai är Ko Lan, som ligger ungefär 14 km i öster.

### Närbelägna öar
Andra öar i ögruppen är Ko Luam, Ko Man Wichai, Ko Klung Badan och Ko Hu Chang.
- Ko Luam, eller Ko Lueam, (เกาะเหลื่อม) är en skogbevuxen klippö, som påminner mycket om Ko Phai. Dess högsta punkt är 135 m ö.h. Ko Luam ligger nordväst om Ko Phai och har holme utanför östra kusten, Ko Luam Noi.
- Ko Man Wichai  (เกาะมารวิชัย) är två km lång och hare n högsta punkt på 64 m ö.h.
- Ko Klung Badan (เกาะกรุงบาดาล), 50 m ö.h.
- Ko Hu Chang  (เกาะหูช้าง)

## Turism
Öarna i området ligger två timmars båtfärd från Laem Bali Hai Pattaya Port i Pattaya och är naturvårdsområdena som bevakas av Royal Thai Navy. Besökare på ön måste ha med sig vatten och mat och ingen övernattning är tillåten.
Koh Phai är ett populärt utflyktsmål för snorkling och fridykning och får besök så gott som varje dag. Det finns skyddade vikar för snorkling och 300 meter ut från stranden ett vrak på 30 meters djup för den som dyker med tuber. Det är ett amerikanskt trupptransportfartyg från Andra världskriget, USS LSM-469, som 1962 skänktes till den thailändska flottan och fick namnet HTMS Khram. Det 60 meter långa sänktes i februari 2003 i samband med firandet av kronprinsen Maha Vajiralongkorns 50-årsdag och ligger på 33 meters djup för att utforskas. Huvudsyftet var annars att bli yngelplats för det marina livet i området.